# Pegesimallus urundianus
Pegesimallus urundianus là một loài ruồi trong họ Asilidae. Pegesimallus urundianus được Janssens miêu tả năm 1953.